# Гэлао (язык)
Гэлао (самоназвание: Kláo, китайский: 仡佬 Gēlǎo, вьетнамский: Cờ Lao) — язык тай-кадайской группы.
Язык гэлао, относящийся к кадайской группе тай-кадайской языковой семьи, распадается на несколько диалектов, взаимопонимание между которыми затруднено. Язык гэлао не имеет алфавита. Число говорящих — около 3000, преимущественно люди старшего поколения. Как основной язык общения используют путунхуа, играющем, в том числе, роль лингва-франка между группами гэлао, говорящими на разных диалектах. В меньшей степени распространено владение вьетнамским и мяо.

## Внутренняя классификация
Внутренняя классификация:
- Язык клау (центральные диалекты)
  - Диалект пинба (кит.: 平坝)
  - Пудинский диалект (кит.: 普定)
  - Чжицзиньский (сюнчжайский диалект) (кит.: 织金)
- Язык хакэй (северно-центральные диалекты)
  - Севернохакэйский диалект
  - Южнохакэйский диалект
  - Саньчунский диалект (кит.: 三冲)
  - Диалект хоки (во Вьетнаме)
- Язык пумухэн
- Язык толо (юго-западные диалекты)
  - Диалект лючжи (кит.: 六支)
  - Лунлиньский диалект (кит.: 隆林)
  - Течанский диалект (кит.: 铁厂)
  - Шуйчэнский диалект (кит.: 水城)
  - Цзяньшанский диалект (кит.: 尖山)
  - Диалект тыды (во Вьетнаме)
  - Диалект динъиньшао (кит.: 定银哨)
- Язык аоу (западные диалекты)
  - Пуди-дагуаньский диалект (кит.: 普底)
  - Чжэньнинский диалект (кит.: 镇宁)
- Язык вадэ
- Языки гау и айо

## Географическое распределение
- Китай
  - Гуйчжоу
  - Гуанси (в Лунлинь)
  - Юньнань (в Малипо)
- Вьетнам
  - Хазянг